# Афера Олівера Твіста
«Афера Олівера Твіста» (англ. Twist) — британська кримінальна драма, знята Мартіном Оуеном. Фільм є сучасною інтерпретацією роману Чарльза Діккенса 1838 року «Пригоди Олівера Твіста». У головних ролях: Рафферті Лоу, Майкл Кейн, Ліна Хіді, Рита Ора і Софі Симнетт.
Фільм вийшов в кінотеатрах і на Sky Cinema в 2021 році. В Україні — випуск 18 лютого 2021 року.

## В ролях
| Актор          | Роль         |
| -------------- | ------------ |
| Рафферті Лоу   | Олівер Твіст |
| Майкл Кейн     | Фейгін       |
| Ліна Хіді      | Сайкс        |
| Ріта Ора       | Додж         |
| Ноель Кларк    | Браунлоу     |
| Франц Драмей   | Бейтсі       |
| Софі Симнетт   | Ред          |
| Девід Волльямс | Лосберн      |
| Джейсон Маца   | Бедвін       |

## Виробництво
Фільм був спродюсований Pure Grass Films разом з Unstoppable Film and Television і First Access Entertainment Film and Television.

## Реліз
Sky Cinema займеться дистрибуцією фільму у Великій Британії, а Saban Films — в Північній Америці. Спочатку фільм планувалося випустити до 2020 року. Однак реліз був перенесений на 2021 рік.